# Marc Bourgeois
Marc Bourgeois est un réalisateur français né le 22 août 1950.

## Biographie
Réalisateur de films publicitaires et d'un unique long métrage - Le Point douloureux - qu'il a produit, Marc Bourgeois a également publié deux romans de science-fiction.

## Filmographie
- 1979 : Le Point douloureux

## Publications
- Altiplano, Jean-Claude Lattès, 1980
- Vautours, Jean-Claude Lattès, 1982